# Terceira Onda
A Terceira Onda foi um experimento social para demonstrar que mesmo sociedades democráticas não estão imunes à atração pelo fascismo. Ele foi realizado pelo professor de história norte-americano Ron Jones com estudantes do segundo ano do ensino médio que frequentavam sua aula de história "Mundo Contemporâneo" como parte de um estudo sobre a Alemanha nazista.

## Motivação para o experimento da Terceira Onda
O experimento aconteceu na Cubberley High School em Palo Alto, Califórnia, durante a primeira semana de abril de 1967. Jones, vendo-se incapaz de explicar aos seus estudantes como a população alemã poderia ter alegado não saber sobre o extermínio dos judeus, decidiu demonstrar isso a eles. Jones começou um movimento chamado "A Terceira Onda" e disse aos seus alunos que o movimento tinha o objetivo de eliminar a democracia. A ideia de que a democracia enfatiza a individualidade foi considerada uma desvantagem, e Jones enfatizou esse ponto principal do movimento no seu lema: "Força através da disciplina, força através da comunidade, força através da ação, força através do orgulho."
O experimento não foi bem documentado na época. Em fontes contemporâneas, o experimento só foi mencionado no jornal estudantil da Cubberley High School, The Cubberley Catamount. Ele é mencionado brevemente em duas edições, e uma outra edição do jornal tem um artigo mais longo sobre este experimento e sua conclusão. O próprio Jones escreveu um relato detalhado do experimento nove anos depois e mais artigos sobre o experimento foram feitos, incluindo algumas entrevistas com Jones e os estudantes originais.

## Cronologia

### Primeiro dia
Jones relata que começou o primeiro dia do experimento com coisas simples como postura correta na cadeira e questionamento intensivo dos alunos. Depois ele focou em aplicar disciplina rígida na sala de aula, se portando como uma figura autoritária e melhorando dramaticamente a eficiência da turma.
A sessão do primeiro dia foi encerrada com apenas algumas regras, com o objetivo de ser um experimento de apenas um dia. Alunos tinham que ficar sentados com atenção antes do segundo sino, tinham que levantar para perguntar ou responder perguntas e tinham que fazer isso com três palavras ou menos, e deveriam preceder cada fala com "Sr. Jones".

### Segundo dia
No segundo dia, ele conseguiu unir sua turma de história em um grupo com um senso extremo de disciplina e comunidade. Jones baseou o nome do seu movimento, "A Terceira Onda", no suposto fato de que a terceira em uma série de ondas é a mais forte, uma versão equivocada de uma tradição atual da navegação de que toda nona onda é a maior. Jones inventou uma saudação que lembrava a saudação nazista e ordenou que os membros da turma saudassem uns aos outros mesmo fora da sala. Todos obedeceram esta ordem.

### Terceiro dia
O experimento tomou vida própria, com estudantes de toda a escola aderindo: no terceiro dia, a turma aumentou dos 30 estudantes iniciais para 43 estudantes. Todos os alunos apresentaram melhora drástica nas habilidades acadêmicas e grande motivação. Todos os estudantes ganhavam um cartão de membro, e cada um deles recebia uma função especial, como fazer um símbolo da Terceira Onda, impedir que não membros entrem na aula, entre outras. Jones instruiu os alunos em como iniciar novos membros, e no fim do dia o movimento tinha mais de 200 participantes. Jones ficou surpreso quando alguns alunos começaram a informá-lo quando outros membros do movimento não obedeciam as regras.

### Quarto dia
Na quinta-feira, o quarto dia do experimento, Jones decidiu terminar o movimento porque ele estava saindo do seu controle. Os alunos se envolveram cada vez mais no projeto e sua disciplina e lealdade ao projeto era impressionante. Ele anunciou aos participantes que este movimento era parte de um movimento nacional e que no próximo dia um candidato à presidência da Terceira Onda seria anunciado publicamente. Jones convocou os alunos para uma assembleia na sexta-feira para testemunhar o anúncio.

### Quinto e último dia
Ao invés de um discurso televisionado do seu líder, os estudantes viram um canal fora do ar. Depois de alguns minutos de espera, Jones anunciou que eles tinham sido parte de um experimento sobre fascismo e que todos criaram voluntariamente um senso de superioridade como os cidadãos alemães tinham no período da Alemanha nazista. Depois ele exibiu um filme sobre o regime nazista para concluir o experimento.

## Na cultura popular
Os eventos do experimento foram adaptados com o título The Wave em 1981, tanto em um programa de TV quanto em um romance de Todd Strasser.
O filme alemão A Onda, de 2008, transferiu o experimento para uma sala de aula da Alemanha atual e foi bem-recebido pela crítica.
Em 2010, Jones encenou um musical chamado A Onda, escrito com alguns dos alunos da turma.
Em 10 de outubro de 2010, um documentário, Lesson Plan, recontando a história da Terceira Onda através de entrevistas com os alunos e professor originais, estreou no Mill Valley Film Festival. O filme foi produzido por Philip Neel, um dos antigos alunos de Jones.